# August Lanjus von Wellenburg
August hrabě Lanjus von Wellenburg (německy August Hermann Reichsgraf Lanjus von Wellenburg) (20. května 1858 San Martino al Tagliamento – 1. července 1916 Bichlhof) byl rakousko-uherský admirál. Jako absolvent námořní akademie sloužil u c. k. námořnictva od roku 1876, zúčastnil se několika válečných konfliktů, vystřídal službu na různých lodích a působil i v námořní administraci. V roce 1911 dosáhl hodnosti kontradmirála, ze zdravotních důvodů byl odeslán do penze těsně před začátkem první světové války (1914).

## Biografie

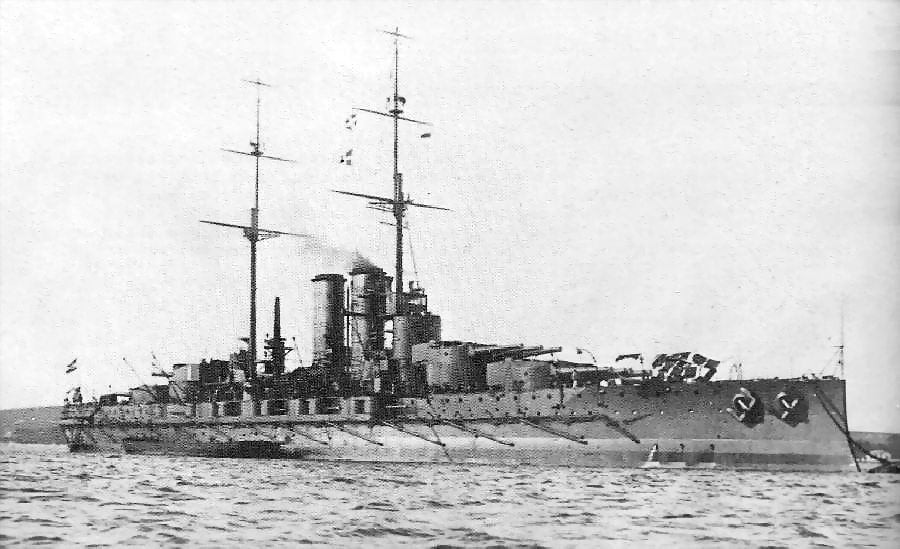
SMS Tegetthoff, vlajková loď Augusta Lanjuse v letech 1910–1911

Pocházel ze staré německé šlechtické rodiny připomínané od 12. století.  Narodil se jako mladší syn c. k. majora hraběte Karla Lanjuse (1797–1876) a jeho manželky Johanny, rozené Finardi (1819–1887). První vzdělání získal na reálce v Gorici a v letech 1872–1876 studoval na C. k. námořní akademii v Rijece. K námořnictvu nastoupil v roce 1876 jako kadet a poté ještě absolvoval dělostřelecký výcvik na školní lodi SMS Adria. Službu na lodích různého typu střídal s výkonem povinností ve válečných přístavech, působil mimo jiné u arzenálu v Pule nebo u Hydrografického úřadu. V roce 1879 získal hodnost praporčíka, v roce 1882 se podílel na potlačení povstání v Dalmácii a v letech 1884–1885 byl v Terstu pobočníkem admirála Wiplingera. Prošel důstojnickým kurzem pro obsluhu torpéd a postupoval v hodnostech (poručík II. třídy 1888, poručík I. třídy 1890). Jako odborník na dělostřelectvo byl vyšším důstojníkem na několika bitevních lodích a velitelem menších plavidel. 
K datu 1. ledna 1899 byl povýšen na korvetního kapitána a podílel se na rakousko-uherské účasti při potlačení boxerského povstání v Číně, poté ještě absolvoval cestu do Japonska. V letech 1902–1903 byl velitelem torpédových člunů SMS Satellit a SMS Meteor, poté znovu působil u arzenálu v Pule. V roce 1903 dosáhl hodnosti fregatního kapitána a byl velitelem admirálské jachty Lacroma. Dne 1. května 1907 byl povýšen na kapitána řadové lodě, provizorně velel oblastnímu námořnímu velitelství v Terstu a v letech 1907–1909 byl velitelem bitevní lodě SMS Erzherzog Friedrich. Jako velitel vlajkové lodi SMS Tegetthoff byl v letech 1910–1911 zástupcem velitele válečného přístavu v Pule.
Dne 1. listopadu 1911 byl povýšen do hodnosti kontradmirála a svou kariéru završil jako prezident Námořního kontrolního úřadu ve Vídni (1911–1912). V září 1912 odešel k oblastnímu námořnímu velitelství do Terstu, ale již v únoru 1913 odešel na zdravotní dovolenou. K datu 1. srpna 1914 byl penzionován.

## Rodina
V roce 1886 se ve Vídni oženil s Karolínou Nastovou (1864–1927). Měli spolu dcery Wilmu a Radianu provdané za důstojníky.
Jeho starší bratr Karl (1856–1913) sloužil také u námořnictva a dosáhl hodnosti viceadmirála. 

## Tituly a ocenění
Byl uživatelem šlehtického titulu říšský hrabě, který rodina získala v roce 1757. Během služby u námořnictva se stal nositelem několika vyznamenání v Rakousku-Uhersku i v zahraničí.

### Rakousko-Uhersko
- Válečná medaile (1883)
- Jubilejní pamětní medaile (1898)
- Služební odznak pro důstojníky III. třídy (1904)
- Vojenský záslužný kříž (1907)
- Vojenský jubilejní kříž (1908)
- Řád železné koruny III. třídy (1914)

### Zahraničí
- Řád pruské koruny III. třídy (1894, Německo
- rytířský kříž Řádu Pia IX. (1894, Papežský stát)
- komandérský kříž Řádu Spasitele (1905, Řecko)
- Řád Medžidie II. třídy (1905, Osmanská říše)
- Řád červené orlice II. třídy (1910, Německo)
- Námořní záslužný kříž III. třídy (1910, Španělsko)
- Řád vycházejícího slunce III. třídy (1910, Japonsko)
- komandérský Řádu Albrechtova (1910, Sasko)